# Wereldkampioenschappen schaatsen afstanden 2008 - 500 meter vrouwen
De wereldkampioenschappen schaatsen afstanden 2008 - 500 meter vrouwen werd gehouden op zaterdag 6 maart 2008 op de M-Wave in Nagano, Japan.

## Statistieken

### Uitslag
| #      | Schaatser               | 1e run | 2e run | Totaal |
| ------ | ----------------------- | ------ | ------ | ------ |
| Goud   | Jenny Wolf              | 37,88  | 37,74  | 75,620 |
| Zilver | Wang Beixing            | 38,18  | 38,10  | 76,280 |
| Brons  | Annette Gerritsen       | 38,72  | 38,48  | 77,200 |
| 4      | Sang-Hwa Lee            | 38.85  | 38.37  | 77.220 |
| 5      | Sayuri Yoshii           | 38.68  | 38.62  | 77.300 |
| 6      | Marianne Timmer         | 38.77  | 38.66  | 77.430 |
| 7      | Shuang Zhang            | 38.71  | 38.77  | 77.480 |
| 8      | Sayuri Osuga            | 38.93  | 38.83  | 77.760 |
| 9      | Svetlana Kajkan         | 39.01  | 38.94  | 77.950 |
| 10     | Shannon Rempel          | 39.11  | 38.95  | 78.060 |
| 11     | Judith Dannhauer        | 39.19  | 38.93  | 78.120 |
| 12     | Yuliya Liteykina-Nemaya | 39.08  | 39.08  | 78.160 |
| 13     | Chiara Simionato        | 39.17  | 39.47  | 78.640 |
| 14     | Bo-Ra Lee               | 39.55  | 39.17  | 78.720 |
| 15     | Elli Ochowicz           | 39.37  | 39.46  | 78.830 |
| 16     | Aihua Xing              | 39.66  | 39.18  | 78.840 |
| 17     | Kerry Simpson-Dankers   | 39.41  | 39.54  | 78.950 |
| 18     | Heike Hartmann          | 39.85  | 39.64  | 79.490 |
| 19     | Svetlana Radkevitsj     | 40.03  | 39.56  | 79.590 |
| 20     | Natasja Bruintjes       | 39.67  | 39.93  | 79.600 |
| 21     | You-Lim Kim             | 40.11  | 39.93  | 80.040 |
| 22     | Kim Weger               | 40.03  | 40.16  | 80.190 |
| 23     | Lauren Cholewinski      | 40.68  | 40.46  | 81.140 |
| 24     | Nao Kodaira             | 39.19  | DNS    | 39.190 |

### Loting 1e 500 m
| Rit | Binnenbaan            | Buitenbaan              |
| --- | --------------------- | ----------------------- |
| 1   | You-Lim Kim           | Lauren Cholewinski      |
| 2   | Kerry Simpson-Dankers | Natasja Bruintjes       |
| 3   | Nao Kodaira           | Kim Weger               |
| 4   | Svetlana Radkevitsj   | Elli Ochowicz           |
| 5   | Bo-Ra Lee             | Chiara Simionato        |
| 6   | Shuang Zhang          | Sayuri Osuga            |
| 7   | Aihua Xing            | Yuliya Liteykina-Nemaya |
| 8   | Judith Dannhauer      | Heike Hartmann          |
| 9   | Shannon Rempel        | Beixing Wang            |
| 10  | Marianne Timmer       | Sayuri Yoshii           |
| 11  | Annette Gerritsen     | Svetlana Kajkan         |
| 12  | Jenny Wolf            | Sang-Hwa Lee            |

### Ritindeling 2e 500 m
| Rit | Binnenbaan              | Buitenbaan            |
| --- | ----------------------- | --------------------- |
| 1   | Lauren Cholewinski      | You-Lim Kim           |
| 2   | Kim Weger               | Svetlana Radkevitsj   |
| 3   | Heike Hartmann          | Aihua Xing            |
| 4   | Natasja Bruintjes       | Bo-Ra Lee             |
| 5   | Elli Ochowicz           | Kerry Simpson-Dankers |
| 6   | Chiara Simionato        | Nao Kodaira           |
| 7   | Yuliya Liteykina-Nemaya | Judith Dannhauer      |
| 8   | Svetlana Kajkan         | Shannon Rempel        |
| 9   | Sayuri Osuga            | Marianne Timmer       |
| 10  | Sang-Hwa Lee            | Annette Gerritsen     |
| 11  | Sayuri Yoshii           | Shuang Zhang          |
| 12  | Beixing Wang            | Jenny Wolf            |

1996 · 
1997 · 
1998 · 
1999 · 
2000 · 
2001 · 
2003 · 
2004 · 
2005 · 
2007 · 
2008 · 
2009 · 
2011 · 
2012 · 
2013 · 
2015 · 
2016 · 
2017 · 
2019 · 
2020 · 
2021 · 
2023 · 
2024 · 
2025